# Chailley
Chailley ist eine französische Gemeinde mit 525 Einwohnern (Stand 1. Januar 2022) im Département Yonne in der Region Bourgogne-Franche-Comté (vor 2016 Bourgogne); sie gehört zum Arrondissement Auxerre und zum Kanton Saint-Florentin (bis 2015 Brienon-sur-Armançon).

## Geographie
Chailley liegt etwa 34 Kilometer nordnordöstlich von Auxerre am Flüsschen Créanton, das hier noch Ru de la Fontaine genannt wird. Umgeben wird Chailley von den Nachbargemeinden Bœurs-en-Othe im Norden, Turny im Norden und Osten sowie Venizy im Süden und Westen.

## Bevölkerungsentwicklung
| Jahr                      | 1962 | 1968 | 1975 | 1982 | 1990 | 1999 | 2006 | 2013 |
| Einwohner                 | 570  | 514  | 562  | 565  | 551  | 609  | 586  | 550  |
| Quelle: Cassini und INSEE |      |      |      |      |      |      |      |      |

## Sehenswürdigkeiten
- Kirche Saint-Jacques aus dem 16. Jahrhundert

## Persönlichkeiten
- Gérard Bourgoin (* 1939), Politiker und Unternehmer